# Antoine Cassar
 (février 2025).
Pour les articles homonymes, voir Cassar.
Antoine Christopher A. F. Cassar (Londres, 1978) est un poète et traducteur maltais.

## Biographie
Né en Angleterre, ses parents sont maltais. Il a vécu en Italie, en Espagne et au Luxembourg.
Ses écrits abordent des sujets tels que la langue, la nationalité et les frontières.
Ses mużajki ou poèmes mosaïques, sous la forme métrique du sonnet pétrarquien, mélangent l'anglais, le français, l'italien, le maltais et l'espagnol dans une forme de poésie multilingue. Publiés en première édition dans l'anthologie «Ħbula Stirati» (Cordes raides).

## Œuvre
- Mużajk ( 2008)
- Passaport (2009)
- Merħba (2009)
- Bejn / Between (2011)
- Mappa tal-Mediterran (2013)
- Erbgħin Jum  (2017)
- Nannu at the Kitchen Table (2020)
- Silan (2022), poésie érotique en alphabet arabe

## Prix
- 2009:United Planet Writing Contes, pour Merħba,
- 2018:National Book Prize, pour Erbgħin Jum